# Ptolemeu Cerauno
Ptolemeu Cerauno (? — 279 a.C.) foi rei da Macedónia entre 281 e 279 a.C.. O nome "Cerauno" significa "relâmpago".
Era o filho mais velho de Ptolemeu I Sóter, fundador da dinastia ptolemaica, e de Eurídice (filha de Antípatro). O seu pai preferiu ter como seu sucessor um meio irmão de Ptolemeu Cerauno, o futuro Ptolemeu II Filadelfo (filho de Berenice I), que associou ao trono em 285 a.C.
Cerauno abandonou o Egito, chegando à corte de Lisímaco rei da Macedónia, que era casado com Arsínoe II, uma meia-irmã de Cerauno. Durante a sua estadia na corte de Lisímaco, Cerauno participa nas intrigas palacianas. Por esta razão teve que fugir para a corte de Seleuco I Nicátor, que incentivou a apoderar-se dos territórios de Lisímaco; este seria derrotado e morto em 281 a.C..
Cerauno viria por sua vez a assassinar Seleuco, com o objectivo de tomar os seus bens. Toma como esposa, a viúva deste, Arsínoe II. Após o casamento Cerauno ordenou a morte dos filhos mais novos de Arsínoe que foge para o Egipto, onde acabaria por casar com Ptolemeu II.
Ptolemeu Cerauno era jovem e inexperiente nos assuntos da guerra; sob seu comando o exército macedônio foi cortado em pedaços e destruído pelos gauleses e ele foi morto, durante a invasão gaulesa da Grécia.